# Galeaʻi Peni Poumele
Galeaʻi Peni Poumele (* 18. Dezember 1926 in Fitiʻuta, Taʻū; † 27. Juli 1992) war ein republikanischer Politiker aus Amerikanisch-Samoa. Poumele war von 1989 bis 1992 Vizegouverneur von Amerikanisch-Samoa.
Er war der erste Vorsitzende der Congregational Christian Church of American Samoa und spielte in den 1980er Jahren eine entscheidende Rolle bei ihrer Gründung.

## Biografie

### Privatleben
Poumele war ein oberster Häuptling des Dorfes Fitiʻuta, wo er geboren wurde, gelegen auf Taʻū in den Manuainseln. Nach seinem Abschluss in Papatea trat Poumele 1943 der Fitafita Guard bei und 1950 der United States Navy, wo er 30 Jahre diente. 1967 zog er mit seiner Familie zurück nach Amerikanisch-Samoa, um für das Büro des Attorney Generals von Amerikanisch-Samoa zu arbeiten. Später wurde er zum Direktor des Zivilschutzes von Amerikanisch-Samoa ernannt. Von 1971 bis 1979 war er Personalchef bei StarKist. Der Titel „Galeaʻi“ wurde ihm am 26. September 1972 in Fitiʻuta verliehen. Der Häuptlingstitel „Galeaʻi“ wurde mit Poumeles Tod 1992 vakant. Er ist in Nuʻuuli begraben.

### Politische Karriere
Poumele diente eine Amtszeit im Repräsentantenhaus von Amerikanisch-Samoa als Vertreter des Itūʻau County in der 12. Legislaturperiode. 1972 wurde Poumele von Taʻū, Fitiuta und Faleasao in den Senat von Amerikanisch-Samoa gewählt, wo er fünf aufeinanderfolgende Male wiederernannt wurde. Er war sechs Jahre lang Präsident des Senats von Amerikanisch-Samoa. 1985 wurde er von Gouverneur A. P. Lutali zudem zum Sekretär für Samoanische Angelegenheiten ernannt.
1988 wurden Peter Tali Coleman und sein Kandidat für das Amt des Vizegouverneurs, Galeaʻi Peni Poumele, zum Gouverneur von Amerikanisch-Samoa bzw. Vizegouverneur gewählt. Coleman und Poumele wurden am 2. Januar 1989 vereidigt. Poumele wurde der dritte gewählte Vizegouverneur von Amerikanisch-Samoa, während die Amtseinführung von 1989 Colemans vierte nicht aufeinanderfolgende Amtszeit als Gouverneur markierte.
Vizegouverneur Galeaʻi Peni Poumele verstarb während seiner Amtszeit am 27. Juli 1992 im Alter von 65 Jahren. Seine Amtszeit wurde von seiner Frau Gaioioi Tufele Galeaʻi zu Ende geführt. Ihm folgte Tauese Sunia nach, der am 4. Januar 1993 gemeinsam mit dem neuen Gouverneur A. P. Lutali als Vizegouverneur vereidigt wurde.